# 扉页
扉頁或作飛頁，是書冊封面後的第一頁。
有些書籍扉頁不印文字，購書者或贈書者多利用此頁題詞或題字；有些書籍扉頁印有書名、版次、作者、出版社、出版年份等訊息的書頁，通常被放置在封面内的第一頁或前幾頁中；有的書籍的扉頁用印有該書出版社注册商標的水印防伪纸印制，作为防偽標誌